# Freguesias de Albergaria-a-Velha ordenadas por área
Esta é uma lista das freguesias de Albergaria-a-Velha, ordenadas por área:
| Posição | Nome               | Área       | Percentagem |
| 1       | Branca             | 30,22 km²  | 19,37%      |
| 2       | Albergaria-a-Velha | 26,77 km²  | 17,16%      |
| 3       | Ribeira de Fráguas | 25,77 km²  | 16,52%      |
| 4       | Angeja             | 21,08 km²  | 13,51%      |
| 5       | Valmaior           | 17,85 km²  | 11,44%      |
| 6       | Alquerubim         | 15,44 km²  | 9,90%       |
| 7       | São João de Loure  | 10,90 km²  | 6,99%       |
| 8       | Frossos            | 7,95 km²   | 5,10%       |
| TOTAL   | TOTAL              | 155,98 km² | 100%        |